# مالكوم وليامز
مالكوم وليامز (بالإنجليزية: Malcolm Williams)‏ هو لاعب كرة قدم أمريكية أمريكي، ولد في 22 نوفمبر 1987 في غراند براري في الولايات المتحدة.

## وصلات خارجية
- مالكوم وليامز على موقع مرجع كرة القدم المحترفة.كوم (الإنجليزية)